# Stamboomtheorie
De stamboomtheorie is een theorie over het ontstaan van taalfamilies zoals de Indo-Europese talen. Deze theorie legt een bijzondere nadruk op het zich splitsen van een bepaalde taal in meerdere dochtertalen, waardoor het ontstaan van nieuwe taalfamilies, zoals de Germaanse, Romaanse en Slavische talen goed kan worden verklaard. Het is in de historische taalkunde een met name door de Neogrammatici ontwikkeld standaardmodel voor taalverandering - met als basis het concept van een echte stamboom -, waarin dochtertalen dankzij een geleidelijke en regelmatige verandering ontstaan uit al dan niet geattesteerde vooroudertalen (zie ook proto-taal).
Dit model is hoofdzakelijk gebaseerd op het enigszins generaliserende idee dat klankwetten altijd regelmatig zijn en geen uitzonderingen kennen. De grondleggers van het stamboommodel zijn Willam Jones en Franz Bopp.

## Beschrijving
De stamboomtheorie werd in de jaren 60 van de 19de eeuw voorgesteld door de Duitse taalwetenschapper August Schleicher.
Over het algemeen wordt aangenomen dat aan het begin van de Indo-Europese taalontwikkeling een gemeenschap van mensen het Proto-Indo-Europees sprak. Deze taalgemeenschap heeft zich sindsdien steeds verder in kleinere groepen en talen opgesplitst. Schleicher poogde in zijn boek Die Darwinsche Theorie und die Sprachwissenschaft ("De theorie van Darwin en de taalwetenschap") uit 1863 zijn theorie met behulp van Charles Darwins evolutietheorie te verklaren.

### Stamboomachtige afbeeldingen
Men moet echter een onderscheid maken tussen stamboomafbeeldingen (in de zin van Schleichers theorie) en hiërarchisch boomachtige structuren die niets met Schleichers theorie te maken hebben.
Zo worden de Duitse hoofddialecten vaak in Nederduits en Hoogduits ingedeeld, waarbij Hoogduits de onder-indelingen Middelduits en Opperduits heeft - zonder dat de makers van zo'n "boom" een stamboom volgens Schleicher willen maken.
Bij dit soort van boomstructuren gaat het dus niet om afstamming en taaldeling maar om aanwezigheid of afwezigheid van bepaalde dialectkenmerken, zoals de aanwezigheid van sporen van de Hoogduitse klankverschuiving.

## Problemen
Anderzijds wordt in deze benadering geen rekening gehouden met het wederzijdse beïnvloeden van de talen. Het feit dat isoglossen over taalgrenzen heen kunnen lopen lijkt tot op zekere hoogte in strijd met het stamboommodel. Dit aspect wordt daarentegen in de golftheorie van Johannes Schmidt die is ontwikkeld als alternatief voor de stamboomtheorie juist speciaal benadrukt.
Een ander probleem voor het stamboommodel vormt het bestaan van creooltalen en het feit dat het niet onmogelijk is gebleken dat dode talen "gereanimeerd" kunnen worden, zoals het voorbeeld van het Hebreeuws aantoont. Volgens taalkundigen als Ghil'ad Zuckermann is de stamboomtheorie daarom een te vereenvoudigde weergave van de manier waarop nieuwe talen ontstaan.
In de jaren 90 van de 20e eeuw stelde Hans Heinrich Hock er echter in om deze twee theorieën tot een logisch geheel te combineren[1]. In 2007 toonde William Labov nogmaals aan dat de verschillende aspecten met betrekking tot verspreiding en transmissie die het algemene proces van taalverandering kenmerken met elkaar verenigd moesten worden. Transmissie van een taal binnen een gemeenschap gebeurt overeenkomstig het stamboommodel op incrementele wijze binnen een bepaald doorgegeven patroon, terwijl conform de golftheorie diffusie hieraan toevoegt dat het originele patroon binnen bepaalde kringen structurele kenmerken verliest. Dit gebeurt met name wanneer leden van de nieuwe generatie de taal onderling gebruiken[2].

## Nawerking
Reeds sommige neogrammatici wezen de stamboomtheorie af en gaven de voorkeur aan de golftheorie van Johannes Schmidt.
Ook de taalgeografie (oftewel dialectgeografie) werkt sinds tientallen jaren niet meer met de stamboomtheorie
Ondanks de kritiek op de stamboomtheorie hingen sommige taalwetenschappers deze theorie nog rond de eeuwwisseling (1900) aan.